# 뇌신경

뇌신경

뇌신경(腦神經, cranial nerve)은 뇌로부터 바로 나오는 신경이다. 척수신경에 대응하는 개념으로, 척수신경이 척수의 척수분절에서 나오는 것에 대응한다. 일반적으로 뇌신경은 12쌍으로 분류한다. 뇌신경은 뇌와 신체의 각 부분에서의 정보를 교환하며, 주로 머리와 목 부위로부터가 많다. 척수 신경은 척수로부터 연속적으로 나오는 데, 이는 1번 경추 윗 부분의 공간에서 나오는 머리와 가장 가까운 신경인 C1 부터이다. 뇌신경들은 중추신경계로부터 나온다. 각각의 뇌신경은 쌍을 이루고 양쪽으로 위치한다. 인간을 기준으로 정의하면 로마자 I–XII순으로 정렬된 12개 또는 13개가 있으며, 0번 신경(또는 말단 신경)은 0으로 정의하였다. 척수 신경의 번호는 뇌부터 뇌간까지 나오는 순서를 기준으로 매겨졌다.
이들은 대뇌와 전뇌에서 나오는 후각신경(I)과 시각신경(II)들인 말단 신경들과 뇌 전체에서 아랫 부분인 뇌간으로부터 나오는 나머지 10쌍이다.
후각 신경과 시신경 및 말단 신경들은 정확하게 중추 신경계의 일부이지만, 뇌신경들은 말초 신경계의 일부이기도 하다.

## 해부학
일반적으로 인간은 12쌍의 뇌신경(I–XII)을 가지고 있다. 각각은 후각신경(I), 시각신경(II), 눈돌림신경(III), 도르래신경(IV), 삼차신경(V), 갓돌림신경(VI), 얼굴신경(VII), 속귀신경(VIII), 혀인두신경(IX), 미주신경(X), 더부신경(XI), 혀밑신경(XII)이다. 13번째 뇌신경(말단신경)도 있으나 매우 작고 인간에게는 기능을 하지 않는 경우도 있다.

### 용어
뇌신경들은 일반적으로 그들의 구조나 기능에 따라 이름이 붙여진다. 예를 들어, 후각신경(I)은 후각을 맡고 있고 얼굴신경(VII)은 안면의 운동 신경 분포를 맡고 있다. 신경들이 기록되고 논의되는데 있어서 그리스어로 '도르래'를 뜻하는 데서 이름이 붙여진 도르래신경(IV)과 같이 해부학에서 국제 공용어인 라틴어 또는 그리스 이름을 가지고 있다. 삼차신경(V)은 라틴어로 '세 쌍둥이'를 뜻하는 세 가지 구성 요소 때문에 이름이 붙여졌고, 미주신경(X)은 라틴어 의미에 따라 이름이 붙여졌다.
뇌신경들은 뇌를 볼 때 앞에서부터 뒤까지의 위치에 기초하여 번호가 붙여졌다. 뇌가 두개골로부터 잘 분리되었다면 뇌신경들은 그들의 번호 순서대로 보여지게 된다.
뇌신경들은 두개골의 안과 밖에 통로들을 가지고 있다. 두개골 안쪽 통로를 "두개 내(intracranial)", 바깥 통로를 "두개 밖(extracranial)"이라고 부른다. 또한 뇌신경들이 두개골 밖으로 나갈 수 있는 "foramina"라고 불리는 여러 개의 구멍들이 있다. 모든 뇌신경들은 쌍으로 존재하는데, 이는 신체의 왼쪽과 오른쪽 모두 존재한다는 것을 의미한다. 각 신경을 맡고 있는 근육, 피부와 또 다른 기능들은 동측성 기능이라고 불린다. 반대로 신경의 시작의 반대편에 기능들이 존재하는 경우는 대측성 기능이라고 부름.

### 두개 내 통로

#### 세포핵
대부분의 뇌신경뉴런의 세포체는 뇌간에 하나 또는 그 이상의 세포핵을 가지고 있다. 이러한 세포핵들은 뇌신경의 기능 이상과 관련되어 중요하다. 왜냐하면 뇌졸중이나 정신적 외상과 같은 세포핵에 대한 손상이 뇌신경에 뻗어 있는 많은 분지에도 비슷한 손상을 주기 때문이다. 특정한 뇌신경 세포핵에 관하여 뇌간의 중뇌에는 눈돌림신경(III)과 도르래신경(IV)의 세포핵이 위치한다; 다리뇌에는 삼차신경(V), 갓돌림신경(VI), 얼굴신경(VII)과 속귀신경(VIII)의 세포핵이 위치한다; 연수에는 혀인두신경(IX), 미주신경(X), 더부신경(XI), 혀밑신경(XII)의 세포핵이 있다. 이러한 뇌신경들의 섬유질들은 세포핵으로부터 뇌간을 향해 나와 있다.

#### 신경절
몇몇 뇌신경들은 뉴런의 감각 또는 부교감 신경절(세포체 군집)을 가지고 있으며, 뇌의 바깥쪽에 위치해있다(두개골의 안쪽 또는 바깥쪽에 위치할 수도 있다).
감각 신경절들은 척수 신경의 배근신경절들과 직접적으로 연결되어 있고 이는 뇌신경 감각 신경절로 알려져 있다. 감각 신경절들은 감각 기능을 가지는 V, VII, VIII, IX, X 신경들이 존재한다. 또한 뇌신경의 자율신경계 부분으로 부교감 신경절 III, VII, IX, X 신경들도 존재한다.
- 삼차신경(V)의 삼차 신경절들은 삼차 동굴이라 불리는 경뇌막에 위치한다. 이러한 신경절은 삼차 신경 섬유의 세포체들을 가지고 있다.
- 속귀신경(VII)의 슬신경절들은 신경이 안면 통로로 들어간 직후 발견되며, 얼굴신경 섬유의 세포체들을 가지고 있다.
- 혀인두신경(IX)의 superior, inferior 신경절들은 신경이 목정맥구멍을 통과한 직후 위치하며 감각 신경 섬유의 세포체들이 모여 있다.
- 미주신경의 inferior 신경절은 목정맥구멍의 아래에 위치하고 미주신경(X) 섬유의 세포체들이 모여 있다.

#### 두개골 바깥쪽과 두개 외
뇌에서 나온 후 뇌신경들은 두개골 내를 순환하게 되고 몇몇 신경들은 각각의 목표지점에 도달하기 위해 뼈와 함께 위치한다. 신경들은 각각의 목표지점을 순환할 때, foramina라 불리는 두개골의 구멍들을 통과한다. 다른 신경들은 뼈와 함께 위치한 더 긴 통로인 뼈 통로를 통과한다. 이러한 foramina와 통로들은 한 개 이상의 뇌신경을 포함하고 혈관들도 포함한다.
- 실제로 많은 신경섬유들로 구성되어 있는 후각신경(I)은 사골의 cribiform plate 부분의 구멍들을 통과한다. 이러한 섬유들은 비강 윗 부분까지 위치하고 뇌로 냄새에 대한 정보들을 운반하는 기능을 가진다.
- 시각신경(II)은 눈을 순환할 때 접형골의 optic foramen을 통과하고 시각 정보를 뇌로 전송한다.

#### 뇌신경의 연결
후각신경(I)과 시각신경(II)은 전뇌와 연결되어있고 나머지 뇌신경들은 뇌줄기와 연결되어 있다.
1. 후각신경(I), 시각신경(II) → 전뇌(forebrain)
2. 눈돌림신경(III), 도르래신경(IV) → 중간뇌(midbrain)
3. 삼차신경(V), 갓돌림신경(VI), 얼굴신경(VII), 속귀신경(VIII) → 다리뇌(pons)
4. 혀인두신경(IX), 미주신경(X), 더부신경(XI), 혀밑신경(XII) → 숨뇌(medulla)

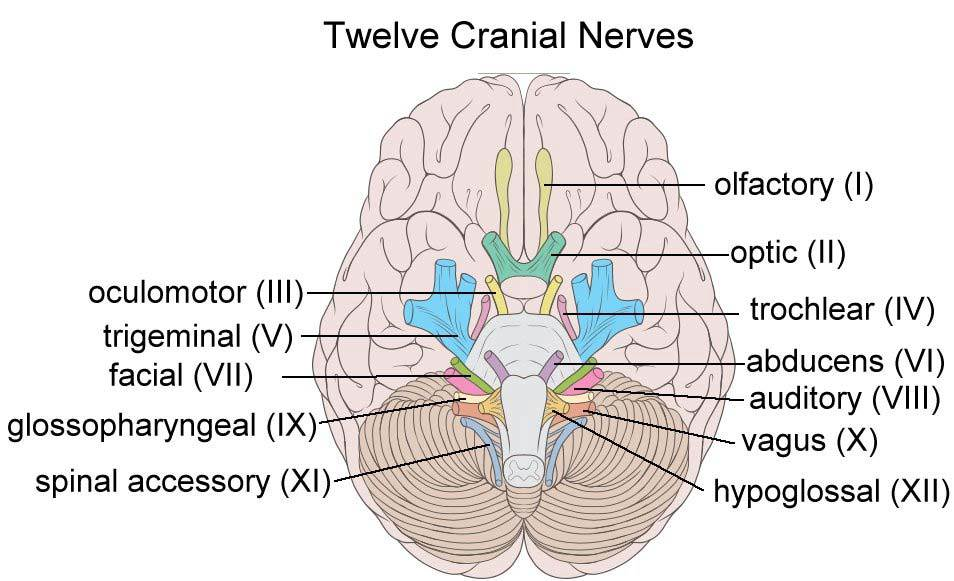
뇌신경 12개의 모식도 구조

## 분류
- CN I - 후각신경
- CN II - 시각신경
- CN III - 눈돌림신경
- CN IV - 도르래신경
- CN V - 삼차신경
- CN V1 - 눈신경
- CN V2 - 위턱신경
- CN V3 - 아래턱신경
- CN VI - 갓돌림신경
- CN VII - 얼굴신경
- CN VIII - 속귀신경
- CN IX - 혀인두신경
- CN X - 미주신경
- CN XI - 더부신경
- CN XII - 혀밑신경

| 번호 | 이름                 | 유형   | 성분                  | 기원                | 기능 및 분포                                                                                            |
| 1번  | 후각신경             | 감각성 | SVA                   | 끝뇌                | 코로부터의 냄새정보 (코 안쪽 상피)                                                                      |
| 2번  | 시각신경             | 감각성 | SSA                   | 사이뇌              | 눈으로부터의 시각정보 (망막)                                                                            |
| 3번  | 눈돌림신경           | 운동성 | GSE GVE(섬모체신경절) | 중간뇌              | 눈돌림 근육 동공 수축, 수정체 모양(섬모체근)                                                            |
| 4번  | 도르래신경           | 운동성 | GSE                   | 뒤뇌(중간뇌로 출현) | 눈돌림 근육 중 위빗근(superior oblique muscle)                                                          |
| 5번  | 삼차신경             | 혼합성 | GSA GVA SVE           | 다리뇌(뒤뇌)        | 얼굴과 입으로부터의 감각정보, 씹는 운동을 위한 운동신호                                                 |
| 6번  | 갓돌림신경(외전신경) | 운동성 | GSE                   | 교뇌(뒤뇌)          | 눈돌림 근육 중 가쪽곧은근(lateral rectus muscle)                                                        |
| 7번  | 얼굴신경(안면신경)   | 혼합성 | GSA GVA GVE SVA SVE   | 교뇌(뒤뇌)          | 미각 눈물샘과 침샘, 얼굴 표정을 위한 원심성 신경신호                                                    |
| 8번  | 속귀신경(청신경)     | 혼합성 | SSA                   | 교뇌(뒤뇌)          | 청각과 평형감각                                                                                         |
| 9번  | 혀인두신경(설인신경) | 혼합성 | GSA GVA GVE SVA SVE   | 숨뇌(연수)          | 구강 내 감각, 혈관 내의 압력수용체와 화학수용체로부터의 감각 삼키기, 귀 밑 침샘 분비를 위한 원심성 신경 |
| 10번 | 미주신경             | 혼합성 | GSA GVA GVE SVA SVE   | 연수(숨뇌)          | 많은 내장기관, 근육, 샘의 감각과 원심성 신경                                                            |
| 11번 | 더부신경             | 운동성 | GSE SVE               | 연수(숨뇌)          | 입속의 근육, 목과 어깨의 일부 근육 부분                                                                 |
| 12번 | 혀밑신경(설하신경)   | 운동성 | GSE                   | 연수(숨뇌)          | 혀 근육                                                                                                 |

## 같이 보기
- 앞뇌 (forebrain, prosencephalon, 전뇌)

- 끝뇌 (telencephalon, 종뇌)
- 사이뇌 (diencephalon, 간뇌)

- 중간뇌 (midbrain, mesencephalon, 중뇌)
- 마름뇌 (hindbrain, rhombencephalon, 후뇌)

- 뒤뇌 (metencephalon)

- 다리뇌 (pons)
- 소뇌 (cerebellum)

- 숨뇌 (myelencephalon, medulla oblongata, 연수)